# انه (بلژیک)
شهر انه (به فرانسوی: Anhée) در شهرستان دینان (بلژیک) در استان نمور در منطقه فدرال والوون در کشور بلژیک واقع شده‌است.